# Brachystelma nutans
Brachystelma nutans är en oleanderväxtart som beskrevs av Peter Vincent Bruyns. Brachystelma nutans ingår i släktet Brachystelma och familjen oleanderväxter. Inga underarter finns listade i Catalogue of Life.